# جو مانتگنا
جوزف آنتونی "جو" مانتگنا جونیور یا جو مانتنیا (به انگلیسی: Joseph Anthony "Joe" Mantegna, Jr.) (زاده ۱۳ نوامبر ۱۹۴۷) بازیگر آمریکایی است.
از فیلم‌های معروف او می‌توان به فیلم‌های روز گردش بچه، شهرت و پدرخوانده: قسمت سوم و سریال ذهن‌های مجرم اشاره کرد.

## فیلم‌شناسی
فهرست فیلم‌هایی که جو مانتگنا در آنها به ایفای نقش پرداخته است:
- ذهن‌های مجرم-۲۰۰۵ (مجموعه تلویزیونی)
- زانادو-۱۹۸۰
- مواضع سازشکارانه-۱۹۸۵
- گودال پول-۱۹۸۶
- بدون ضرب‌وشتم-۱۹۸۶
- سه رفیق-۱۹۸۶
- شرایط بحرانی-۱۹۸۷
- خانه بازی‌ها-۱۹۸۷
- علف-۱۹۸۷
- مظنون-۱۹۸۷
- اوضاع عوض می‌شود-۱۹۸۸
- تا بهار صبر کن، باندینی-۱۹۸۹
- پدرخوانده: قسمت سوم-۱۹۹۰
- آلیس-۱۹۹۰
- منطق کویینز-۱۹۹۱
- آدم‌کشی-۱۹۹۱
- باگزی-۱۹۹۱
- مجموعه شواهد-۱۹۹۳
- دعاهای خانوادگی-۱۹۹۳
- در جستجوی بابی فیشر-۱۹۹۳
- روز گردش بچه-۱۹۹۴
- کله‌پوک‌ها-۱۹۹۴
- برای بهتر یا بدتر-۱۹۹۵
- پاریس را فراموش کن-۱۹۹۵
- بالاتر از سوءظن-۱۹۹۵
- چشم در برابر چشم-۱۹۹۶
- خصوصی و شخصی-۱۹۹۶
- دنیای مردگان-۱۹۹۶
- تمساح آلبینو-۱۹۹۶
- نازک‌تر-۱۹۹۶
- جری و تام-۱۹۹۸
- کت و شلوار بستنی شگفت‌انگیز-۱۹۹۸
- ستاره مشهور-۱۹۹۸
- سرعت هوا-۱۹۹۸
- دونده-۱۹۹۹
- ارتفاعات آزادی-۱۹۹۹
- جسم و روح-۱۹۹۹
- قایق دریاچه-۲۰۰۰
- کلید خاموش-۲۰۰۱
- آشفتگی ۳-۲۰۰۱
- عمو نینو-۲۰۰۳
- ایالتی-۲۰۰۴
- نه زندگی-۲۰۰۵
- ادموند-۲۰۰۵
- من و بچه-۲۰۰۵
- الویس و آنابل-۲۰۰۷
- باشگاه کوگر-۲۰۰۷
- فیلم سیمپسون‌ها-۲۰۰۷
- هانک و مایک-۲۰۰۸
- حفاظت بی‌شعور-۲۰۰۸
- کمربند قرمز-۲۰۰۸
- بی‌فرزند-۲۰۰۸
- لیگ عدالت: جلودارهای جدید-۲۰۰۸
- آخرین هیت من-۲۰۰۸
- خیابان تنهایی-۲۰۰۹
- پروژه نهایی آرچی-۲۰۰۹
- روز ولنتاین-۲۰۱۰
- ماشین‌ها ۲-۲۰۱۱
- اجبار-۲۰۱۳
- تپانچه ۱۰ سنت-۲۰۱۴
- مرا بکش، مرگبار-۲۰۱۵
- گاو برانکس-۲۰۱۶